# Leverkruidaardvlo
De leverkruidaardvlo (Longitarsus aeruginosus) is een keversoort uit de familie bladkevers (Chrysomelidae), die tot de tribus Alticini behoort. De wetenschappelijke naam van de soort werd in 1860 gepubliceerd door Antoine Casimir Marguerite Eugène Foudras.

## Beschrijving
De geelbruine kever is 2,4-2,8 mm lang. De dekschilden zijn fijn en ondiep gepunkteerd. Langs de rand van de top van het dekschild zitten lange haren. Lid drie van de antenne is langer dan lid twee. Dankzij een veermechanisme (de "metafemorale veer") in de sterk ontwikkelde dij van de achterste poten kunnen de kevers, typisch voor de meeste aardvlooien wegspringen bij gevaar.

## Levenswijze
Er is één generatie per jaar. De kevers vreten van de bladeren en de larven van de wortels.

## Waardplanten
De belangrijkste waardplant is leverkruid (Eupatorium cannabinum). Verder komt de kever voor op kleverige alant.